# بیانکا دل کارتو
بیانکا دل کارتو (انگلیسی: Bianca Del Carretto؛ زادهٔ ۲۸ اوت ۱۹۸۵) شمشیرباز اهل ایتالیا است.